# Masdevallia weberbaueri
Masdevallia weberbaueri es una especie de orquídea epífita originaria del sur de Ecuador al norte de Perú.

## Descripción
Es una especie de orquídea de un tamaño medio, cespitosa epífita con un pequeño, corto, erguido y robusto ramicaule oculto por 2 a 3 vainas tubulares con una sola hoja, apical, oblanceolada, atenuada, obtusa y coriácea que florece en una inflorescencia erecta de a 18 cm de largo. Florece más de una vez al año a partir de las espigas. Esta especie se puede distinguir por los pétalos tridentados.

## Distribución y hábitat
Se encuentra desde el norte de Ecuador y norte de Perú a una altitud de 800 y 1100 metros en las selvas de montaña

## Sinonimia
- Alaticaulia weberbaueri (Schltr.) Luer, Monogr. Syst. Bot. Missouri Bot. Gard. 105: 6 (2006).
- Masdevallia moyobambae Königer, Orchidee (Hamburg) 31: 116 (1980).[2]